# Escut del Gran Ducat de Lituània
Escut del Gran Ducat de Lituània, també conegut com “Pogonia”, (polonès: Pogoń, belarús: Паго́ня, lituà: Vytis), un símbol del Gran Ducat de Lituània derivat de la dinastia Giedyminowicz. Un dels escuts més antics d'Europa.
L'escut d'armes es va incloure oficialment a l'escut d'armes de la Commonwealth polonesa-lituana i es va utilitzar com a signe personal dels reis de Polònia. L'escut actual de Lituània, així com nombrosos escuts de ciutats poloneses i l'escut d'armes de Podlasie, fan referència a la seva imatge.
Actualment, el símbol es considera part del patrimoni nacional de Polònia, Lituània i Bielorússia. Fins ara, és utilitzat per diverses famílies prínceps poloneses (incloses les famílies Czartoryski i Sanguszko).

## Blasonament
El blasonament del Pahónia belarús és el següent:
| « | De gules, un cavaller amb armadura damunt un cavall sallent, tot d'argent. El cavaller branda una espasa també d'argent amb la mà dreta i, amb l'esquerra, sosté un escut d'argent carregat d'una creu patriarcal d'or. | » |
| — | |   |